# Medalj för slaget vid Poltava
Medalj för slaget vid Poltava (ryska: "Медаль «За Полтавскую баталию»") är en rysk medalj som instiftades av Peter den store för att hugfästa minnet av segern i slaget vid Poltava
Medaljen upprättades genom dekret 1710. Två typer av medaljer präglades: värnpliktiga och soldater, olika i storlek och vikt. Medaljen är gjord i silver, med en diameter på 49 millimeter (entreprenörens) och 42 millimeter (soldatens). Totalt präglades 4 618 medaljer. Medaljen tilldelades de lägre leden av Preobrazjenskij- och Semenovskijregementena. På ena sidan av medaljen är Peter I avbildad i mantel och i lagerkrans, runt inskriptionen: "Den Allryska Självhärskare Peter Aleksejevitj". På andra sidan medaljen avbildas slaget vid Poltava och inskriptionen "För slaget vid Poltava".